# Waldemar Otto
Waldemar Otto (Petrikau, Polen, 30 maart 1929 – Worpswede, 8 mei 2020) was een Duitse beeldhouwer.

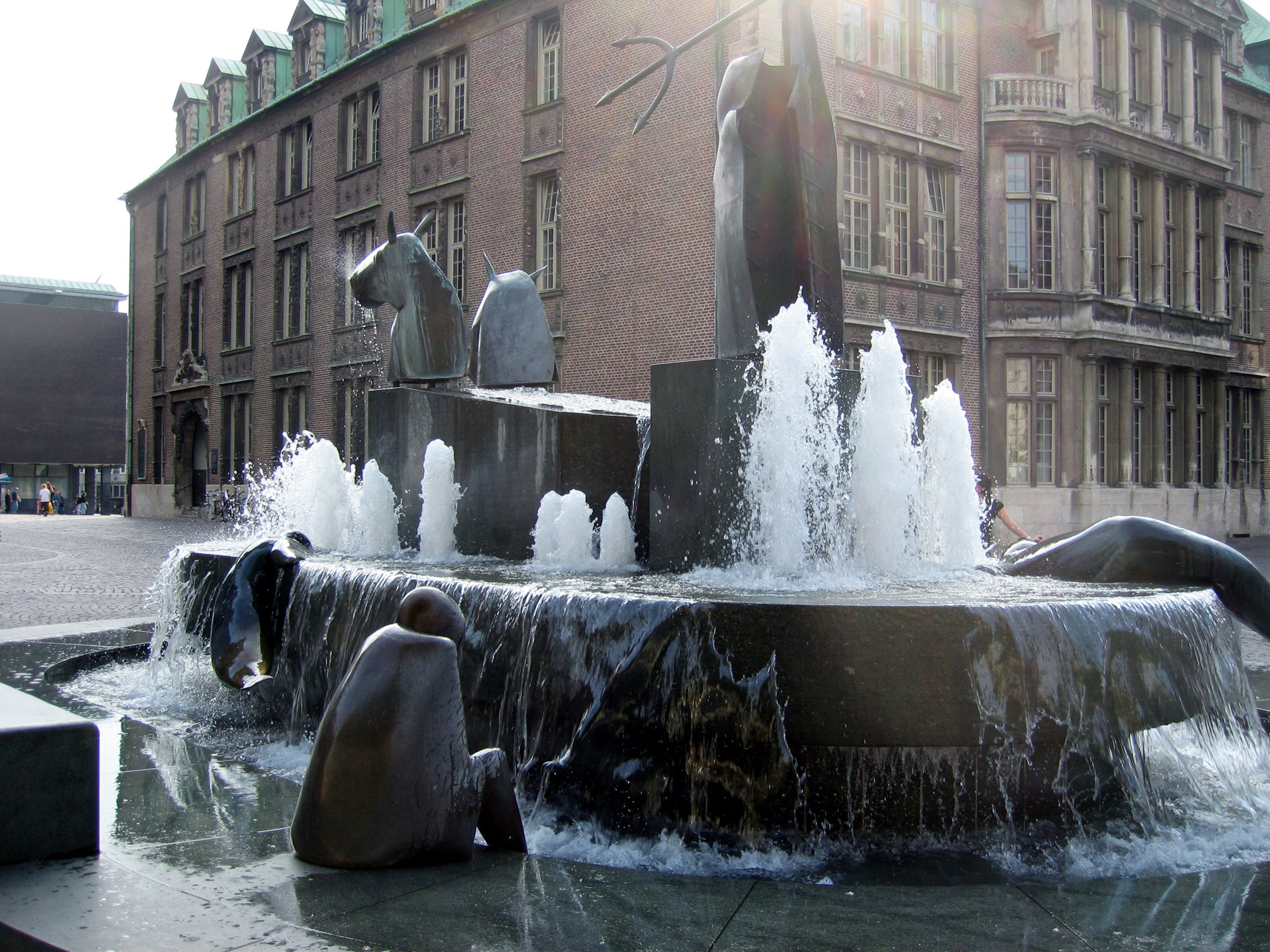
Neptunbrunnen (1991) in Bremen

## Leven en werk
Waldemar Otto werd geboren in 1929 in Polen en vluchtte in 1945 met zijn ouders naar Halle (Saale) in Duitsland.
In 1948 begon Otto een studie beeldhouwen aan de Universiteit van de Kunsten in Berlijn. In 1952 studeerde hij af als Meisterschüler bij Alexander Gonda. Zijn eerste succes kwam in 1957 met de prijs der Großen Berliner Kunstausstellung. Vanaf 1961 ontstonden zijn eerste Torsi, die sindsdien karakteristiek zijn geworden voor zijn stijl. In 1973 werd hij benoemd tot hoogleraar aan de Hochschule für Künste Bremen. Vanaf 1976 woonde en werkte hij in de kunstenaarskolonie Worpswede in de deelstaat Nedersaksen niet ver van Bremen.
Waldemar Otto verbeeldt het menselijk lichaam. Al jaren legt hij zich toe op de tors. Hij kent de verhoudingen van het lichaam en een model heeft hij niet (meer) nodig. Hij beeldhouwt gezien naar de natuur, maar gemodelleerd vanuit het hoofd en geeft zijn beelden titels als: Weibliche torso, Gedrehter torso, Kleiner Männlicher Torso, Sockel Torso, Torso vor Raster, Figur vor Gewand. Alle sterk geabstraheerd, niet gepatineerd.

## Exposities (selectie)
- 1997 Rusland: Hermitage (Sint-Petersburg)
- 2001 Chili: Museo Naçional Santiago de Chile
- 2009 Duitsland: Gerhard Marcks Haus in Bremen

## Werken (selectie)
- König David (1960), Bachstraße in Berlijn
- König David (1969), Innenhof Evangelische Kirche Berlin-Brandenburg in Berlijn
- Mann in November (1974), Osnabrück en Schwäbisch Hall
- Bidnis Katharina E. (1976), Bietigheim-Bissingen
- Alte Frau im Sessel (1980), Wenckebachstraße in Berlijn
- Heinrich Heine Denkmal (1982), Hamburg
- Adam plündert sein Paradies (1982), Botanischer Garten in Hamburg
- Flucht aus Ägypten (19??), Weihnachtskirche in Berlin-Haselhorst
- Die Begegnung (1985), Hildesheimer Straße in Hannover
- Mann im Drehtür (1986), Frankfurt am Main
- Großer Sockeltorso XX  (1986/87), Groß-Buchholzer Kirchweg in Hannover
- Gedenkstele Wilhelm Leuschmer (1987), Eisenbahnstraße in Berlijn
- Torso vor Raster (1987), Universiteit Trier in Trier
- Neptunusbrunnen (1991), Domshof in Bremen
- Großer Hephästos I (1992), Hamburger Allee in Hannover
- Mahnmal für die Opfer des NS-Justiz of Der Gehenkte (1993), Oberlandesgericht in Schleswig
- Möwenbrunnen (2001), Neuer Markt in Rostock
- Wieslocher Bergmann (2003), Wiesloch
- Skulpturengruppe (2005), Hamburger Börse in Hamburg
- Mann aus der Enge hervortretend (2007), Lenbachstraße in Essen

## Fotogalerij

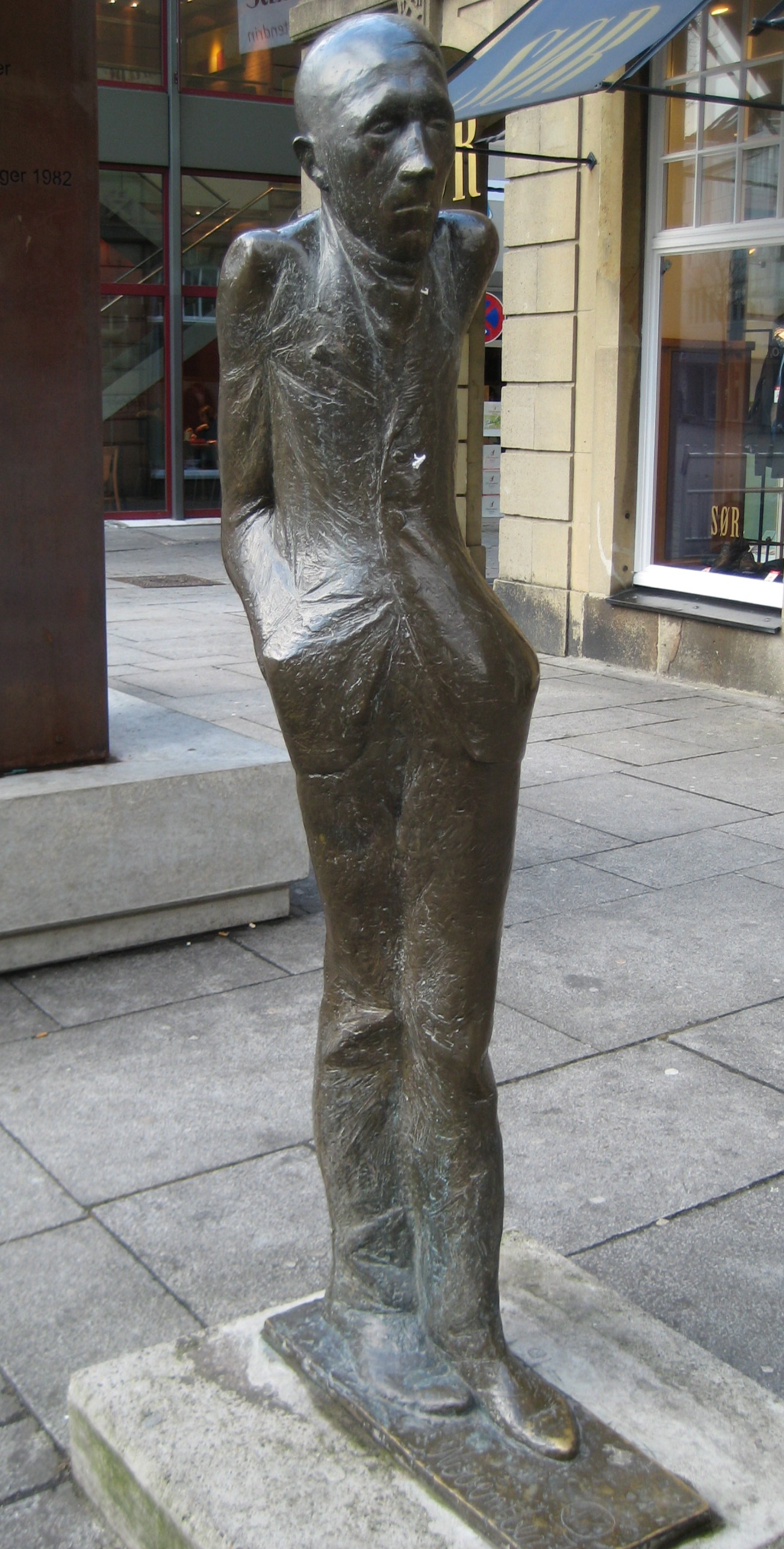
Mann im November (1974), Osnabrück
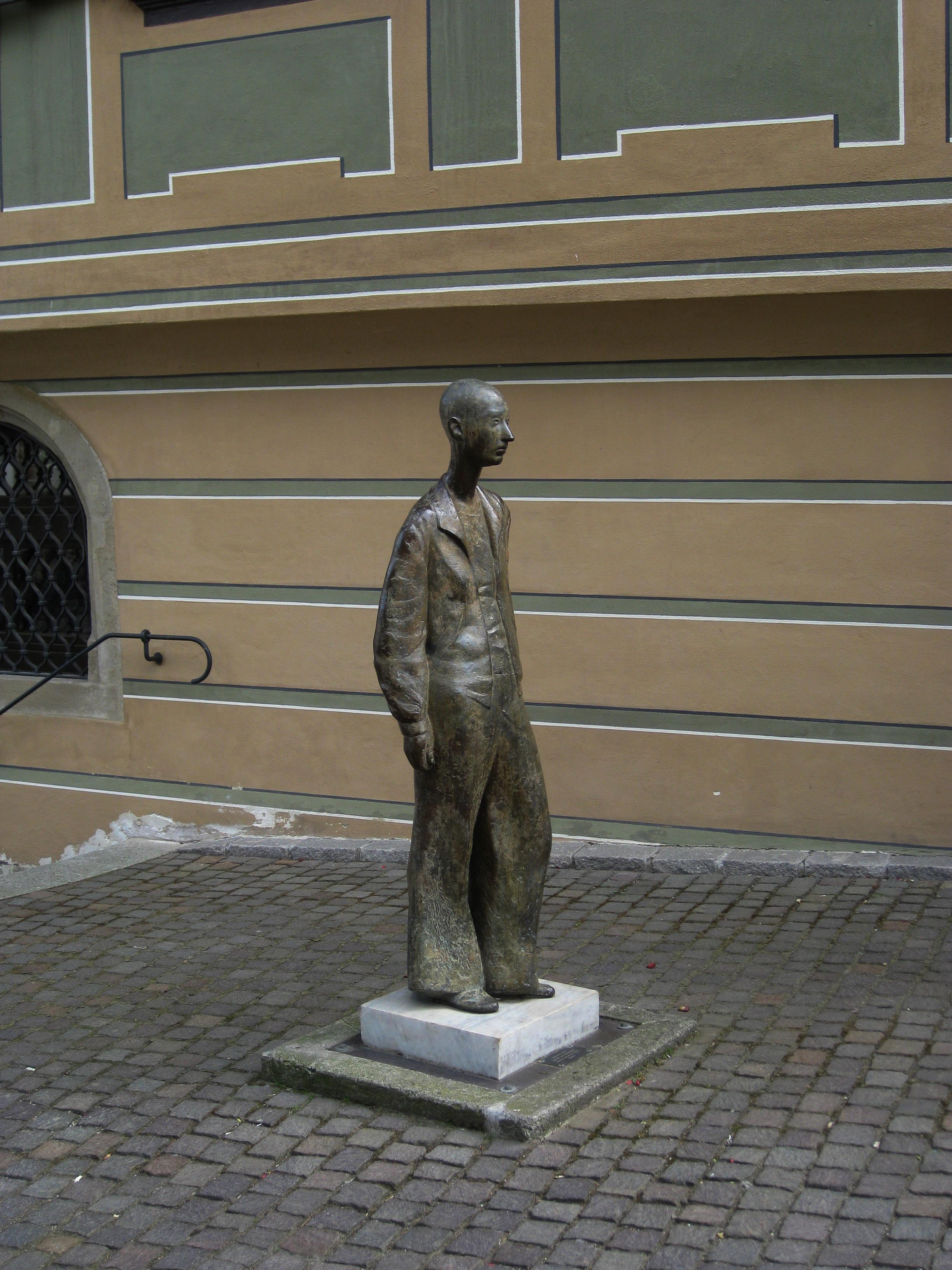
Bildnis Katharina E. (1976), Bietigheim-Bissingen
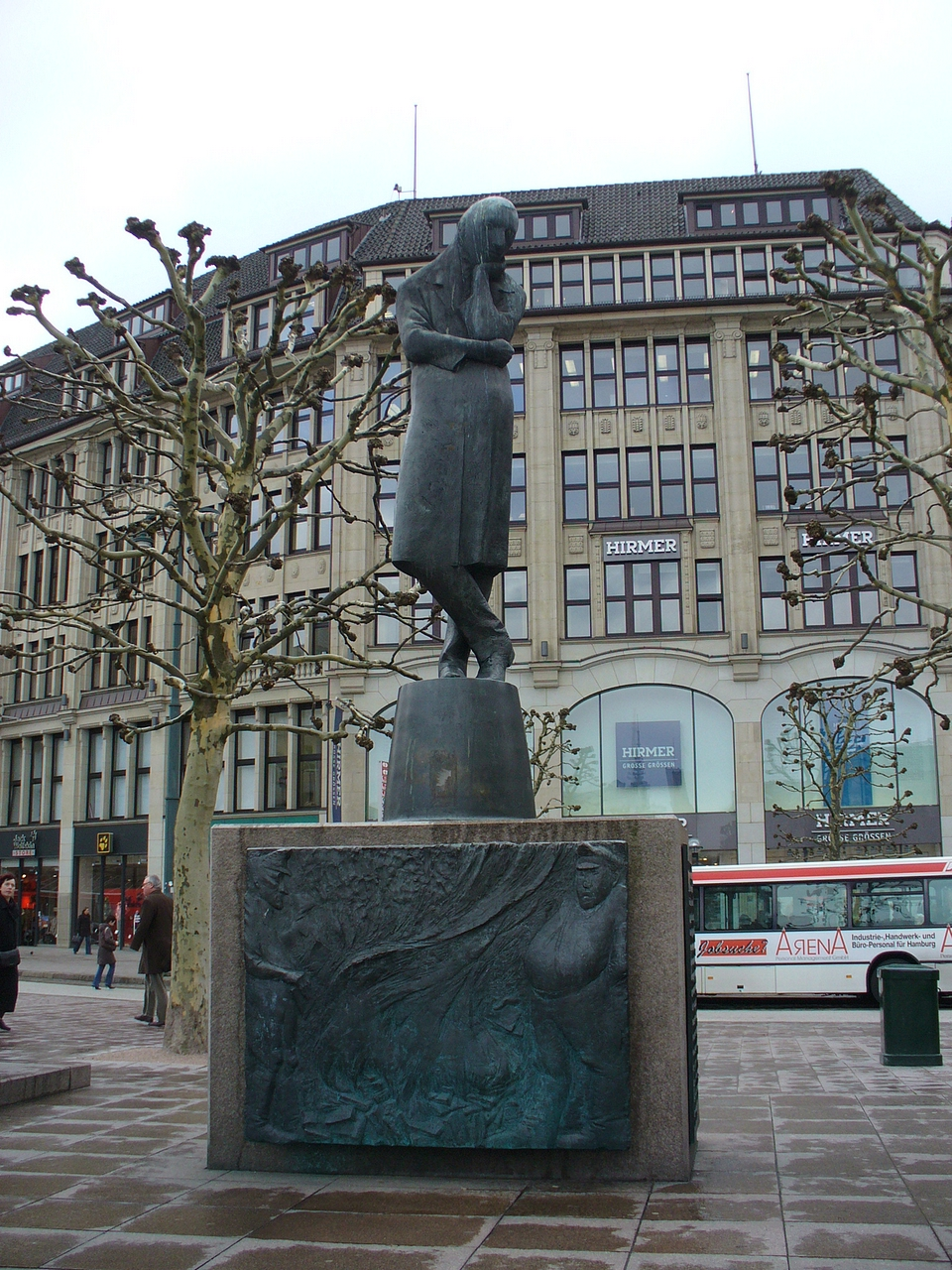
Heinrich Heine Denkmal (1982), Hamburg
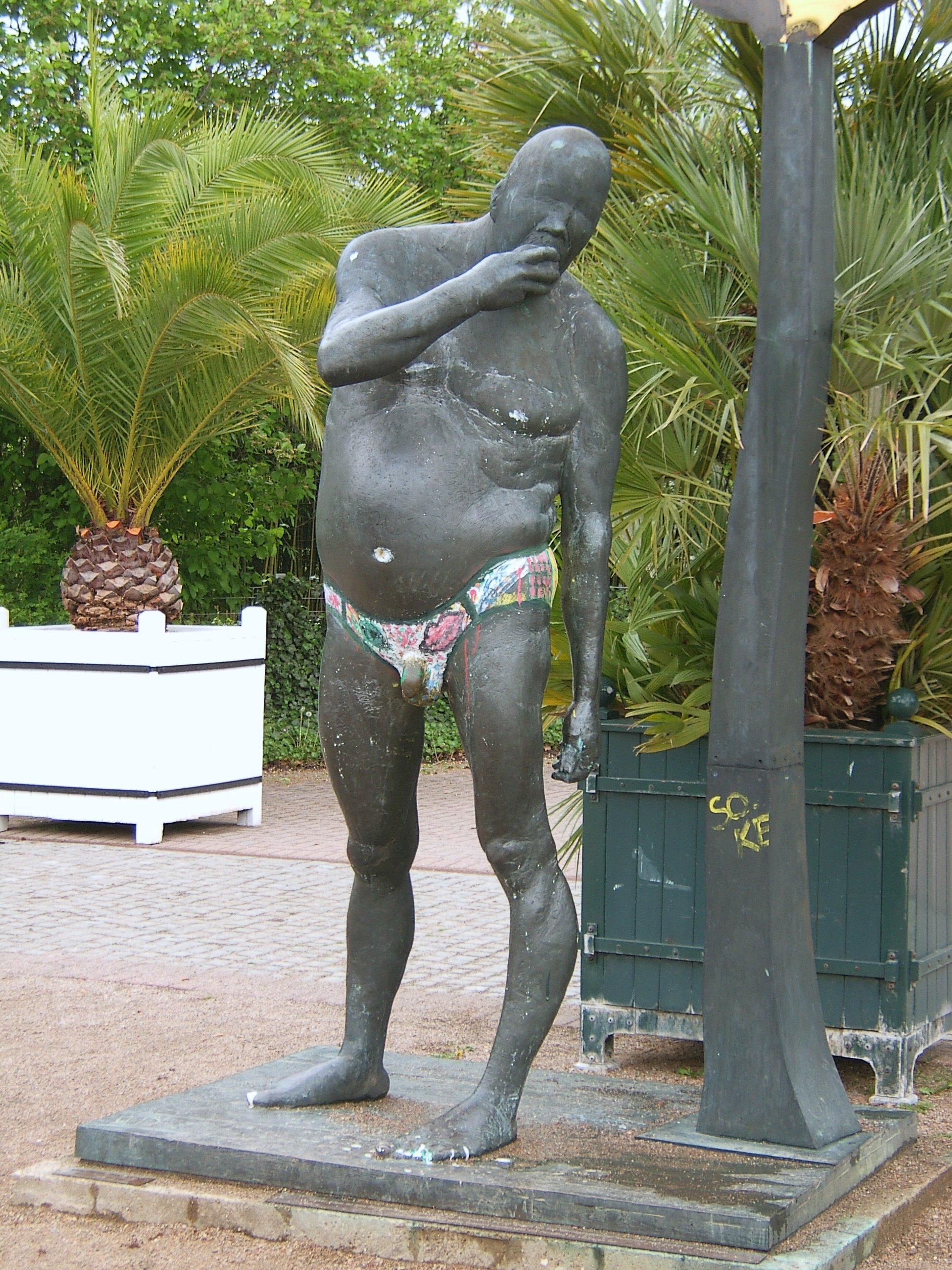
Adam plündert sein Paradie (1982), Hamburg
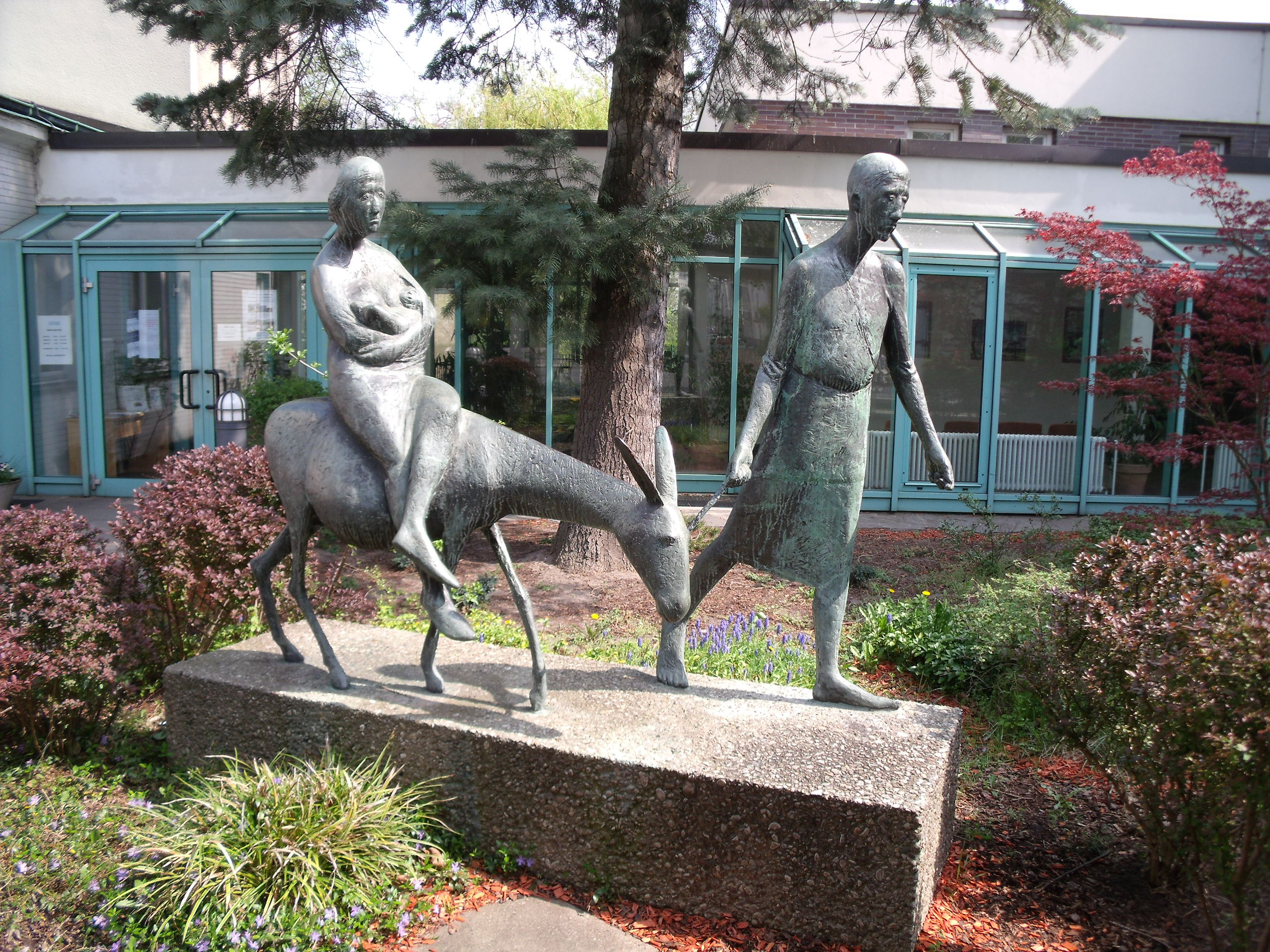
Flucht aus Ägypten (19??), Berlijn
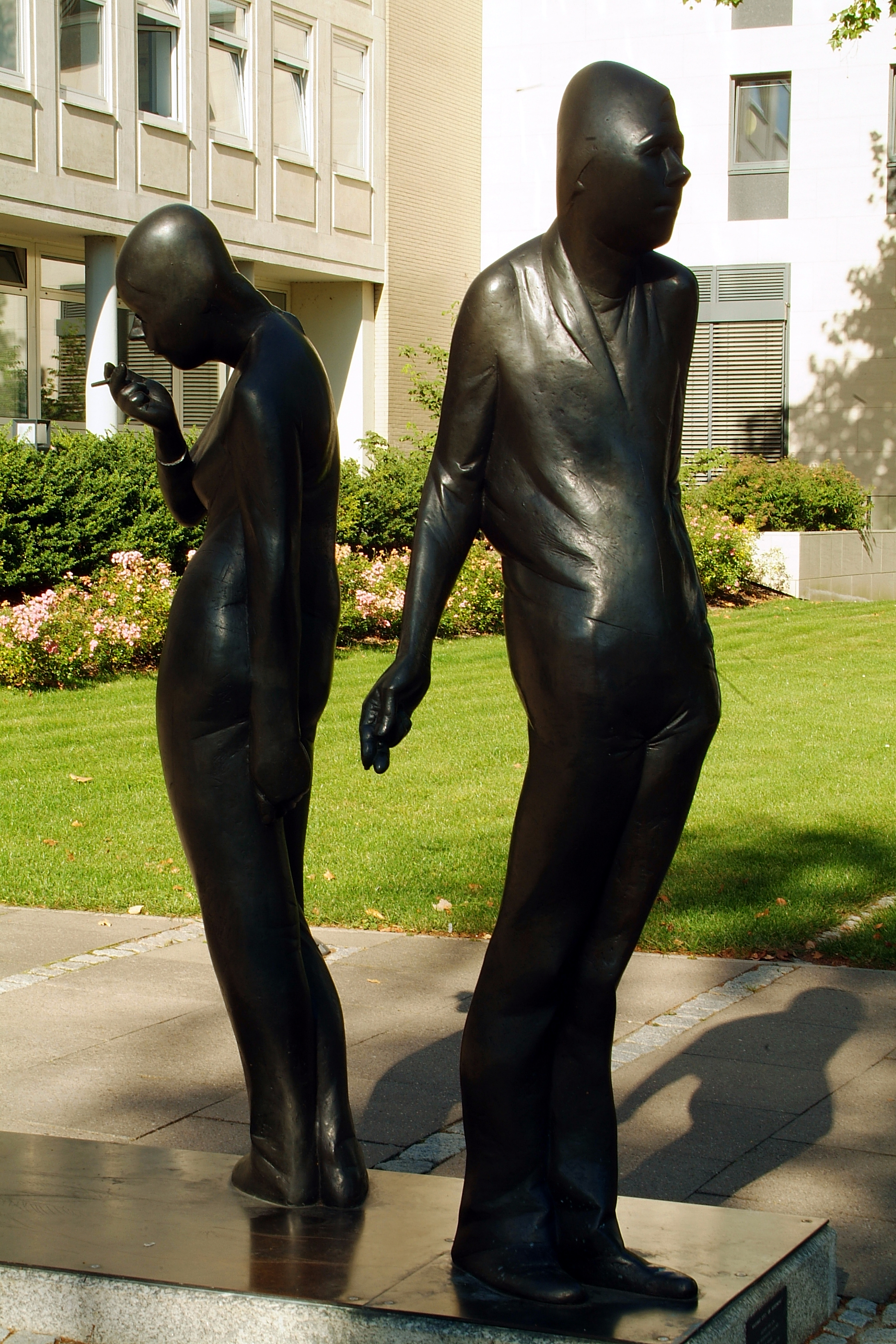
Die Begegnung (1985), Hannover
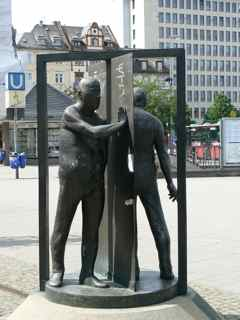
Mann im Drehtür (1986), Frankfurt am Main
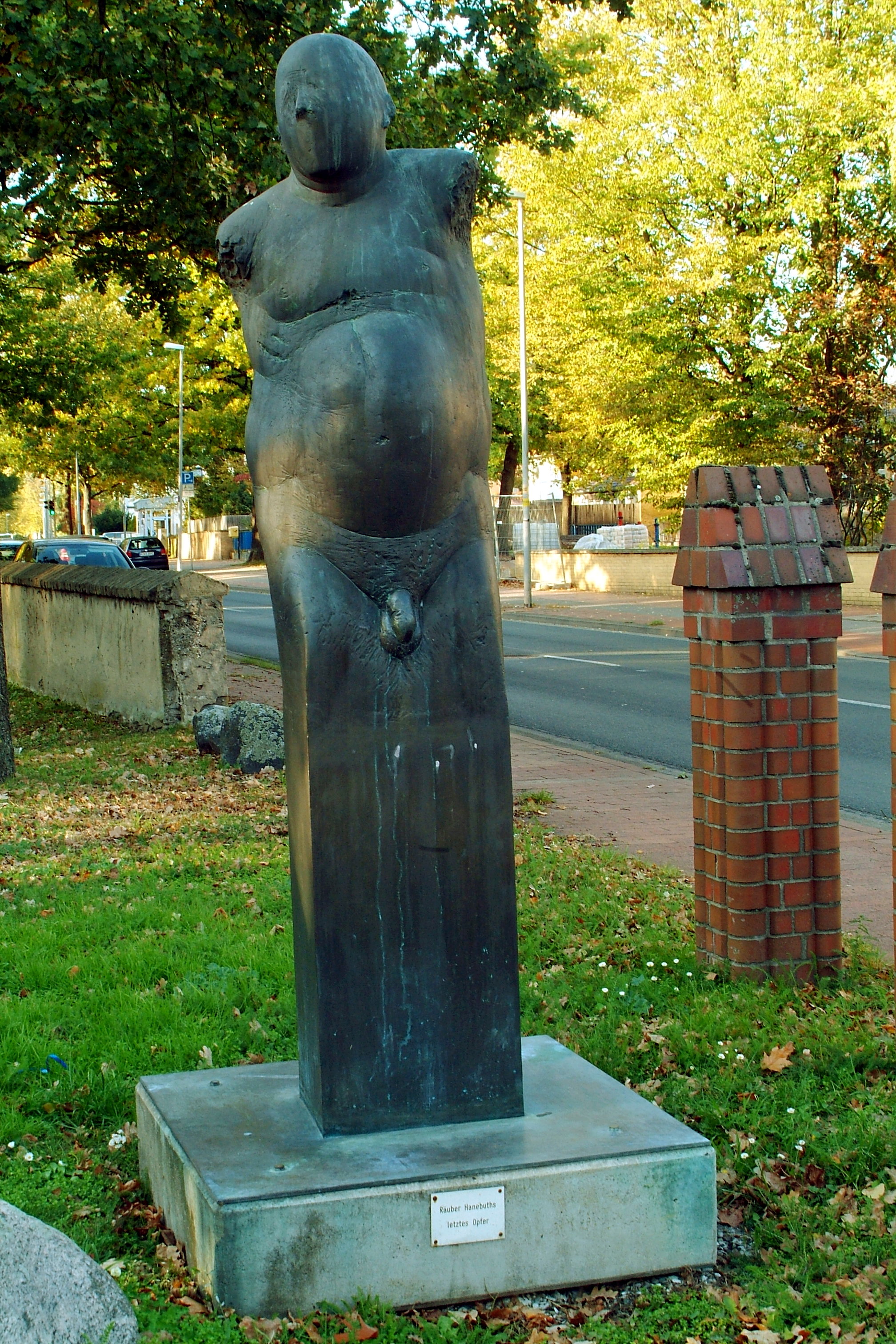
Großer Sockeltorso XX (1986/87), Hannover
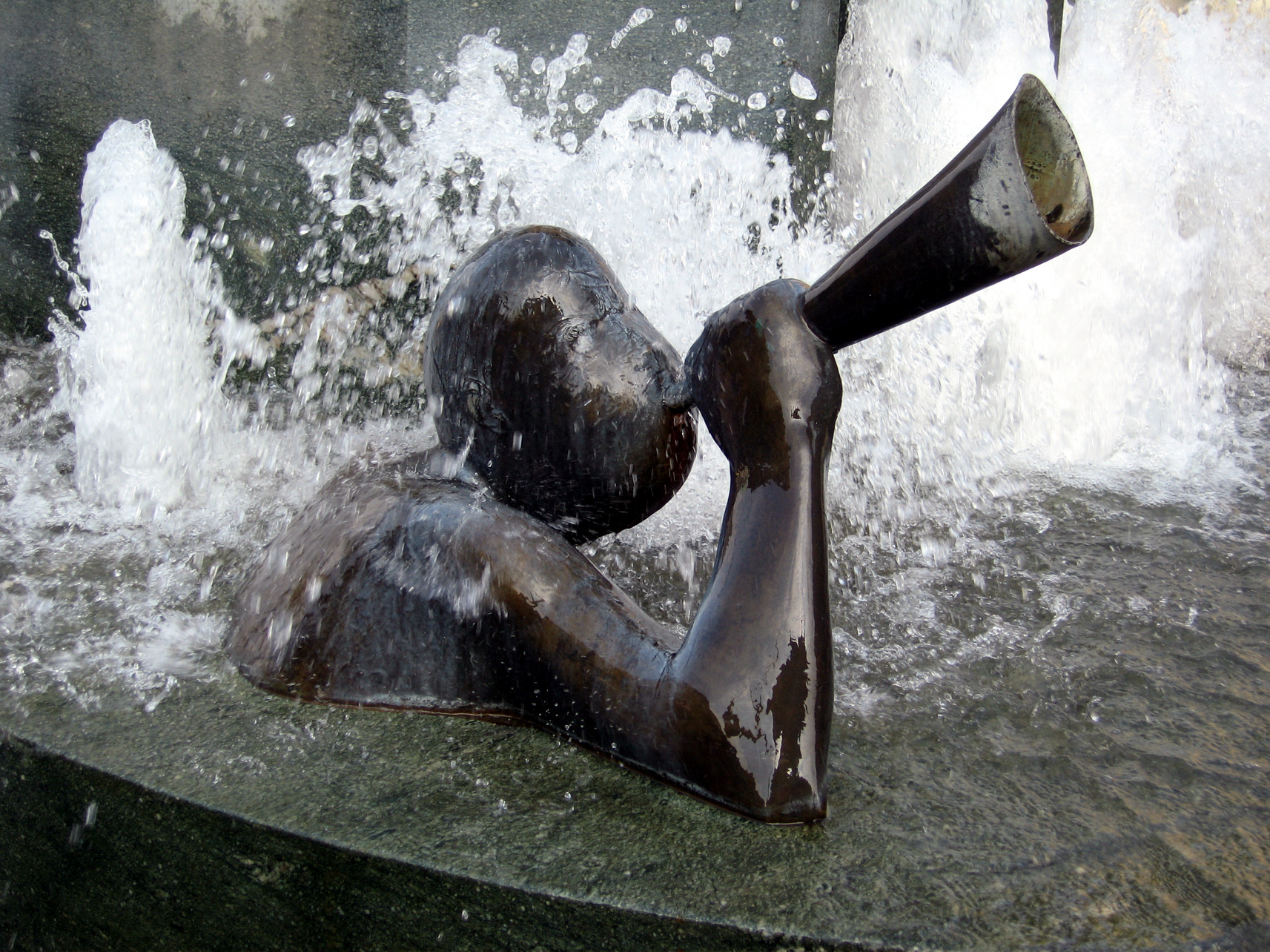
Neptunusfontein (detail) (1991), Bremen
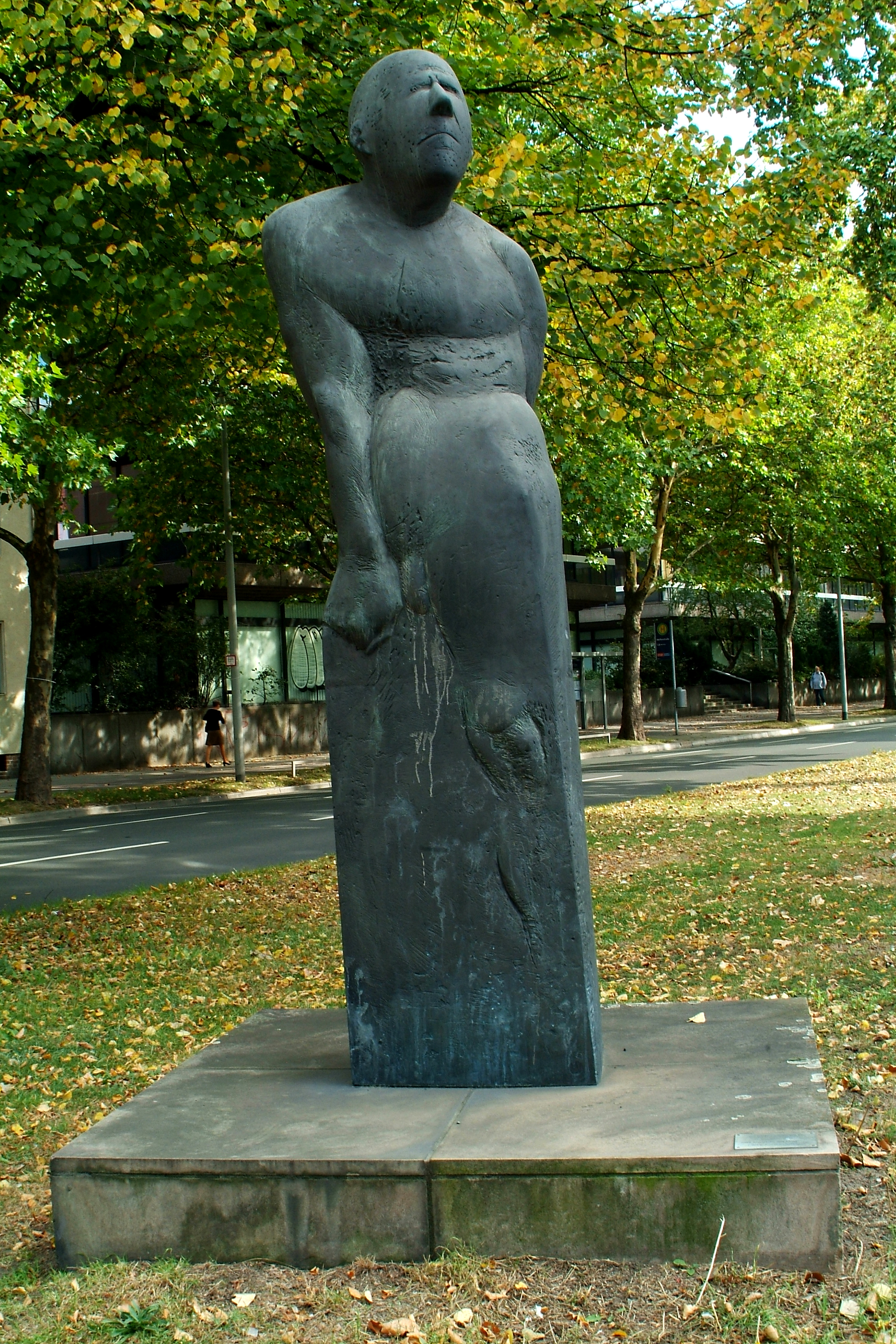
Großer Hephästos I (1992), Hannover
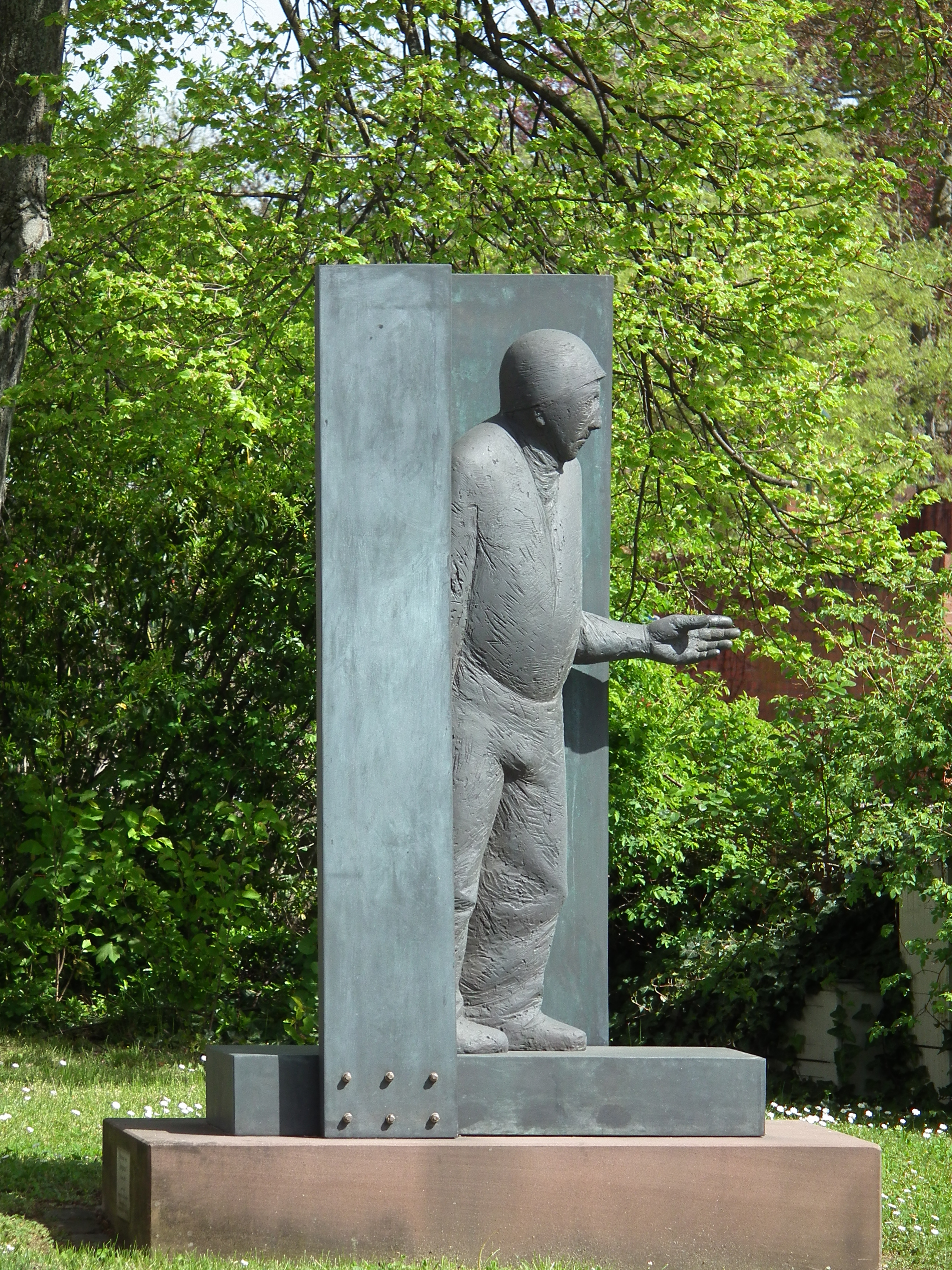
Wieslocher Bergmann (2003), Wiesloch